# Peypin
Peypin település Franciaországban, Bouches-du-Rhône megyében. Lakosainak száma 5612 fő (2022. január 1.). Peypin Allauch, Belcodène, La Bouilladisse, Cadolive, La Destrousse, Gréasque, Roquevaire és Saint-Savournin községekkel határos.

## Népesség
A település népességének változása:
| Lakosok száma | 1365 | 2629 | 4155 | 5259 | 5431 | 5454 | 5495 | 5598 | 5604 | 5612 |
|               | 1968 | 1982 | 1990 | 2006 | 2013 | 2015 | 2017 | 2019 | 2020 | 2022 |